# أصلها بتفرق (ألبوم)
أصلها بتفرق هو ألبوم صغير (بالإنجليزية: Mini Album)‏ لعمرو دياب أصدر عام 2010، يحتوي على أغنية واحدة هي «أصلها بتفرق»، ولكن بثلاث توزيعات موسيقية مختلفة. وقد حقق نجاحًا كبيراً.

## فريق العمل
- رؤية فنية: عمرو دياب
- كلمات: مجدي النجار
- لحن: عمرو دياب
- توزيع موسيقي: عادل حقي
- وتريات: يحى الموجي
- صولو كمان: د.رضاء رجب
- جيتار سبانيش: خوان ثيرو
- جتار فولك: شريف فهمي
- مهندس الصوت: تامر الزوئيبي
- تصميم وتصوير البوستر والغلاف: كريم نور